# جورج تيكنور
جورج تيكنور (1 أغسطس 1791-26 يناير 1871) أكاديمي أمريكي من أصول لاتينية، تخصص في مجالات اللغات والأدب والهسبانية. وهو معروف بعمله في تاريخ ونقد الأدب الإسباني.

## حياته
ولد تيكنور في بوسطن في ولاية ماساتشوستس. تلقى تعليمه المبكر على يد والده إليشا تيكنور [الإنجليزية] الذي كان يشغل منصب المدير السابق لمدرسة فرانكلين جرامر، وهو مؤسس شركة ماساتشوستس للتأمين ضد الحريق، ونظام المدارس الابتدائية المجانية في بوسطن، وأول بنك ادخار في نيو إنجلاند. في عام 1805، التحق تيكنور بكلية دارتموث وتخرج منها في عام 1807. خلال السنوات الثلاث التالية درس اللاتينية واليونانية مع القس الدكتور جون سيلفستر جون جاردينر كاهن كنيسة الثالوث في بوسطن [الإنجليزية] وتلميذ الدكتور صموئيل بار.
في عام 1810 بدأ تيكنور بدراسة القانون وقبل في نقابة المحامين عام 1813. افتتح مكتبًا في بوسطن لكنه مارس المهنة لمدة عام واحد فقط، وأقنع نفسه بأن مهنته أو على الأقل ذوقه كان يميل إلى الكتابة وليس إلى القانون. ساعد والده في تمويل دراسته، فسافر إلى أوروبا عام 1815 ودرس لما يقرب من عامين في جامعة غوتنغن. حضر محاضرات الجامعة وكرس نفسه للدراسات اللغوية وخاصة الكلاسيكيات القديمة. بعد ذلك مكث أكثر من عامين في أوروبا وقضى معظم وقته في عواصم فرنسا وإسبانيا والبرتغال حيث أجرى دراسات نقدية للآداب الوطنية.
في عام 1817 وبينما كان لا يزال في أوروبا تم اختياره ليشغل منصب أستاذ اللغات الفرنسية والإسبانية وآدابها وأستاذ للأدب الجميل في جامعة هارفارد. في عام 1819 عاد إلى الولايات المتحدة مصطحبًا معه مجموعة قيمة من الكتب، واستمر في جمعها وبمرور الوقت أصبحت مجموعته واحدة من أكبر المقتنيات الخاصة في البلاد بسبب ندرة الكتب وأهميتها التي كانت غير مسبوقة في بعض أقسامها. كانت مجموعته من الأدب الإسباني تنافس أفضل الكتب الخاصة في أوروبا، كما كانت مكتبته قوية بشكل خاص في الأدب البرتغالي. في عام 1821؛ انتخب تيكنور زميلًا في الأكاديمية الأمريكية للفنون والعلوم.
يعود له الفضل بشكل خاص في إنشاء مكتبة بوسطن العامة عام 1852، وخدم في 1852-1866 في مجلس أمنائها وكان رئيسًا له في عام 1865. أمضى خمسة عشر شهرًا في الخارج في عام 1856-1857 على نفقته الخاصة لجمع الكتب من أجلها وقدم للمكتبة أموالاً وكتبًا. تبرع بمجموعته الخاصة من الكتب والمخطوطات الإسبانية والبرتغالية إلى مكتبة بوسطن العامة بعد أن رفضتها جامعة هارفارد.